# Carlos Da Cruz
Carlos Da Cruz   (Saint-Denis, 20 de desembre de 1974) es un ciclista francès, professional des del 1997 al 2007. Va combinar la ruta amb la pista pertanyent a l'equip Française des Jeux entre els anys 2002 i 2007.

## Palmarès
Palmarès de Carlos Da Cruz.

### Palmarès en ruta
- 2000
  - Vencedor d'una etapa de la Setmana Ciclista Llombarda
- 2003
  - 1r a la Circuit de La Sarthe i vencedor d'una etapa

### Resultats al Tour de França
- 1999. 126è de la classificació general
- 2003. 93è de la classificació general
- 2004. 85è de la classificació general
- 2005. 76è de la classificació general
- 2006. 77è de la classificació general

### Resultats al Giro d'Itàlia
- 2003. 61è de la classificació general
- 2005. 72è de la classificació general
- 2006. 101è de la classificació general

### Resultats a la Volta a Espanya
- 2007. 90è de la classificació general

## Palmarès en pista
- 1996
  - 1r als Sis dies de Nouméa (amb Michel Dubreuil)
- 1998
  -  Campió de França de Madison (amb Jean-Michel Monin)